# باول دوغان
باول دوغان هو محامي وسياسي أمريكي، ولد في 1939 في ويتشيتا في الولايات المتحدة. نشط حزبياً في الحزب الديمقراطي. وقد انتخب عضو مجلس نواب كنساس ‏.